# GLAY BEST VIDEO CLIPS 1994-1998
『GLAY BEST VIDEO CLIPS 1994-1998』は、GLAYが2001年9月5日にリリースしたビデオクリップ・コレクション。

## 解説
- 「GLAY BEST VIDEO CLIPS 1994-1998」には、プラチナム・レコード在籍時に発売したシングル「RAIN」から「SOUL LOVE」のPVを中心に収録。特典として、CF SELECTIONを収録。
- 1997年に発売され予約だけで完売した3万枚限定ビデオ『無限のdéjà vu DOCUMENT of “BEAT out!” TOURS 海賊盤』も復刻して収録された。
- 本作はプラチナムレコード主導で制作されたGLAY非公認作品のため、GLAYのオフィシャルホームページのディスコグラフィーには掲載されていない。現在は、廃盤になっている。

## 収録曲

### GLAY BEST VIDEO CLIPS 1994-1998
1. RAIN
2. 真夏の扉
3. 彼女の“Modern…”
4. INNOCENCE
5. Freeze My Love
6. ずっと2人で…
7. Yes, Summerdays
8. 生きてく強さ
9. グロリアス
10. BELOVED
11. a Boy〜ずっと忘れない〜
12. SHUTTER SPEEDSのテーマ
13. 口唇
14. HOWEVER
15. 誘惑
16. SOUL LOVE

### 無限のdéjà vu DOCUMENT of “BEAT out!” TOURS 海賊版
1. オープニング
2. 月に祈る
3. Cynical
4. 千ノナイフガ胸ヲ刺ス
5. KISSIN'NOISE
6. 彼女の“Modern…”
7. ACID HEAD